# Dramatherapie

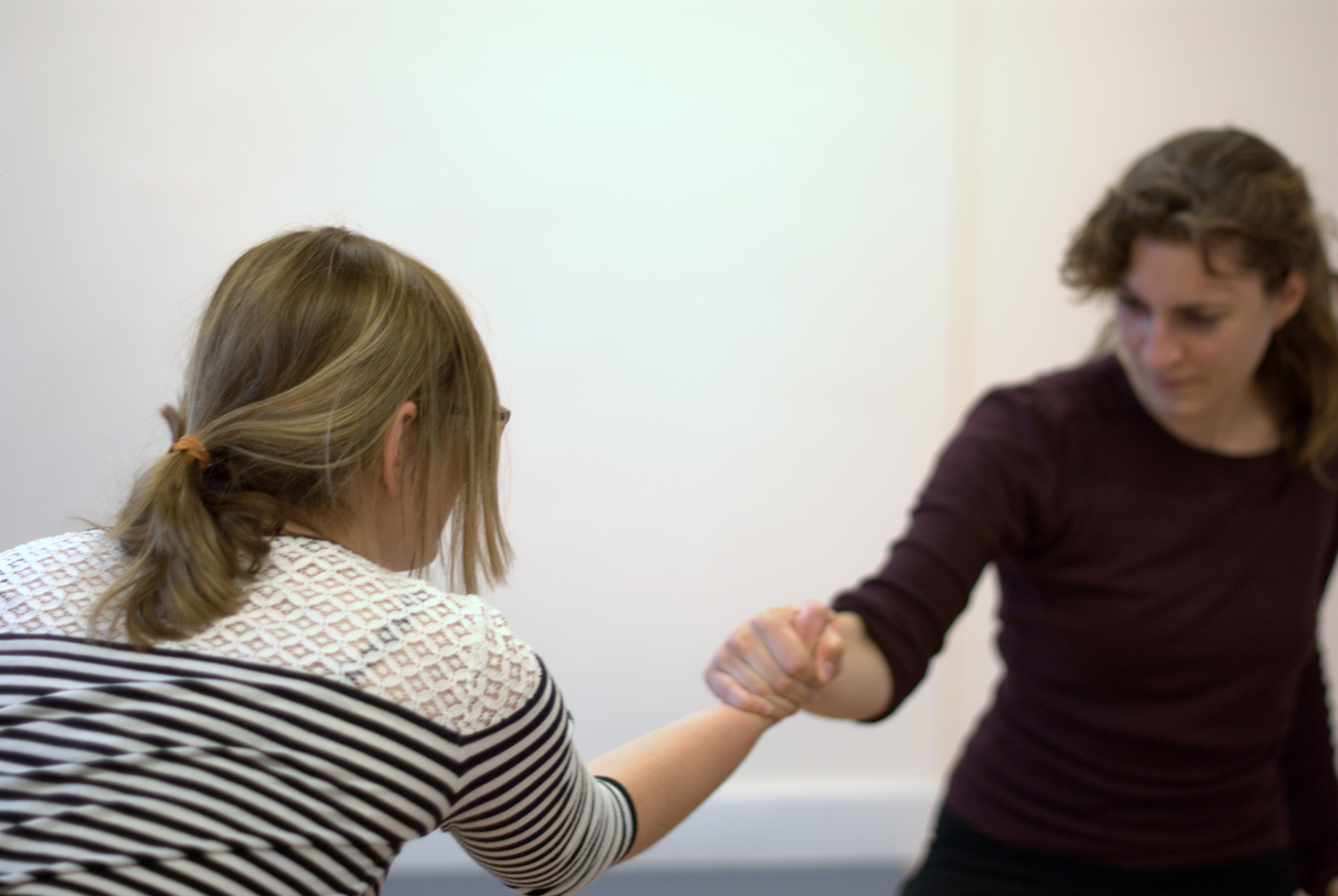
Dramatherapeutische oefening

Dramatherapie is een vorm van vaktherapie (in België creatieve therapie). Het is een ervaringsgerichte therapievorm, wat wil zeggen dat ervaren en handelen centraal staan. De therapeut waarborgt de structuur en veiligheid, zodat het spel voor de cliënt toegankelijk wordt. Dit nodigt uit tot het uiten van emoties, ervaringen en ideeën. De 'alsof' situatie, die binnen dramatherapie wordt gecreëerd, biedt de mogelijkheid te experimenteren met bijvoorbeeld nieuw gedrag.
Bij het dramatherapeutische behandelaanbod staan dramatische middelen centraal zoals: rollenspel, improvisatie, bewegingsexpressie, poppenspel, verhalen en gedichten. Er kan tevens gekozen worden om materialen toe te voegen aan de behandeling als interventie. Dit kunnen materialen zijn als: maskers, schmink en kostumering. Deze kunnen een bijdragen leveren aan het inlevingsvermogen. Dit heeft als effect dat de cliënt zich beter zal kunnen inleven in de rol, situatie, et cetera.
Smeijsters beschrijft dat dramatherapie een mogelijkheid creëert waar mensen hun (innerlijke) subjectieve realiteit kunnen externaliseren. Dit komt doordat zij deze kunnen bekijken, onderzoeken en delen. Binnen dramatherapie kunnen ook interacties nader onderzocht worden door deze in op de spelvloer vorm te geven. Er kan geëxperimenteerd worden met nabijheid en distantie tussen de therapeut en de cliënt. De mogelijkheid binnen dramatherapie om expressie te geven aan de eigen situatie of deze naar buiten te brengen, kan cliënten een gevoel van opluchting geven. Ze kunnen verhalen creëren waar ze zichzelf in herkennen (projectie). Binnen dramatherapie gebeurt dit op een creatieve en 'speelse' manier. Problemen worden verkend, nieuwe perspectieven worden bekeken en (nieuwe) ervaringen opgedaan. De dramatherapeut zet verschillende technieken in, zoals spiegelen en dubbelen, om bewust binnen de dramatische werkvormen een acceptatie- en/of veranderingsproces op gang te brengen.
Tijdens het spel doet men een nieuwe ervaring op. De dramatherapeut biedt de cliënt oefensituaties aan, die aansluiten bij de mogelijkheden van de cliënt, doch de cliënt wel uitdagen. Hierdoor kunnen er binnen de therapie succeservaringen opgedaan worden. Een ervaring, die weliswaar opgedaan werd in een spelwerkelijkheid, kan meegenomen worden naar de wereld van alledag. Net zoals dat aspecten van de 'echte' werkelijkheid een plaats kunnen krijgen in het spel. Hoe meer succeservaringen een cliënt opdoet, hoe meer de therapie zich kan integreren.
Interventies en methodes worden ingezet om ervoor te zorgen dat de cliënt een optimale persoonlijke ontwikkeling doorloopt en om de mentale gezondheid te verbeteren. Dramatherapie baseert de methoden en werkvormen mede op kennisvelden zoals psychologie, ontwikkelingspsychologie, psychotherapie, psychiatrie, neuropsychologie en orthopedagogiek. De behandeling is gericht op het bereiken van veranderingen in denken, voelen en handelen. Zo kunnen de klachten verdwijnen, verminderen of de draagkracht van de cliënt kan worden vergroot.  

## Geschiedenis
Mensen gebruikten theaterelementen al van voor de oudheid om met duisternis en psychische ziekten om te gaan. Deze gebruiken hebben geleid naar hoe dramatherapie vandaag de dag is. Er worden echter nog iedere dag nieuwe inzichten, werkmethodes en concepten ontdekt en toegepast. Hieronder staan de belangrijkste ontwikkelingen rondom dramatherapie vanaf de 18e eeuw.  
In de 18e eeuw werd er in de psychiatrie voor het eerst nagedacht over de betekenis van krankzinnigheid. Philippe Pinel (1745-1826) werd daarbij gezien als de vader van de moderne psychiatrie. Hij is de eerste die expliciet ideeën beschreef over de mogelijkheden van genezing door middel van theater.  
Vanaf de 19e eeuw werd er geëxperimenteerd met het spelen van toneel in ziekenhuizen. Psychotherapeuten brachten theaterstukken ten tonele voor de patiënten. Het doel hiervan was dat de patiënten geconfronteerd konden worden met hun eigen gedrag. Later mochten de patiënten zelf ook meespelen in de theaterstukken. Het ziekenhuistheater ontwikkelde zich tot 'therapeutisch theater'. Het doel van therapeutisch theater was de psychische toestand van de spelers verbeteren door middel van het beoefenen van theater.
Konstantin Stanislavski (1863-1938) maakte met betrekking tot theater gebruik van de psychotechniek. Het idee is dat een acteur tijdens het neerzetten van een rol, gebruikt maakt van eerdere emotionele ervaringen uit zijn eigen leven. Daardoor zou de emotie van de acteur tijdens het spel oprechter lijken. Het publiek zou dan in staat zijn om zich met de acteur te identificeren door middel van empathie, welke nog steeds een grote rol speelt binnen dramatherapie.
Bertold Brecht (1898-1956) was een toneelschrijver, dichter en toneelregisseur. Hij maakte, in tegenstelling tot Stanislavski, gebruik van vervreemdingseffecten, bijvoorbeeld maskers of decorwisselingen die voor de ogen van het publiek plaatsvinden. Het doel was dat de speler zich juist niet met zijn eigen rol zou identificeren. De toeschouwer zou zich daardoor ook niet inleven maar kritisch nadenken over de inhoud. Spel en werkelijkheid worden hier heel duidelijk van elkaar gescheiden en er ontstaat distantie. Distantie is een element dat centraal is geworden in hedendaagse dramatherapie. Het gebruik van vervreemdingstechnieken wordt bijvoorbeeld ingezet bij cliënten die makkelijk overspoeld raken door emoties. De achterliggende gedachte is dat de cliënt hierdoor de situatie van een afstand kan bekijken, zijn emoties beter kan beheersen en zijn reflectievaardigheden kan oefenen.
Rond 1890 ontwikkelde Sigmund Freud (1856-1939) de psychoanalyse. Hierdoor stond gedurende het begin van 1900 het psychoanalytische denken centraal en ontwikkelde Jacob Moreno (1889-1974) rond 1920 het psychodrama. Psychodrama is een methode die zijn kracht ontleent aan het, in een groep, in scène zetten en uitspelen van hetgeen wat iemand bezighoudt. Hierbij werd op een directe manier met het probleem van de cliënt gespeeld. Sigmund Freud richtte zich hoofdzakelijk op het analyseren van de problematiek van een cliënt. Psychodrama wilde daarnaast handvaten aanreiken om met moeilijke situaties om te gaan. Hierbij wordt op een indirecte manier aan persoonlijke problemen gewerkt. Door middel van verhalen en metaforen werd spontaniteit en creativiteit gestimuleerd. Hoewel beide stromingen zich los van elkaar ontwikkelden, deden ze toch min of meer hetzelfde: drama inzetten met als doel cliënten beter te maken. Gelijktijdig ontwikkelde zich het remedial theater.  
Gedurende deze tijd waren zowel Sue Jennings (1938-heden), als Peter Slade (1912-2004) belangrijke mensen in de ontwikkeling van dramatherapie. Sue Jennings werkte als actrice en gaf dramalessen op scholen, wanneer ze merkte, dat drama het gedrag van de kinderen beïnvloedde. Hierdoor is zij in samenwerking later de grondlegger geweest van het Remedial Drama Centre in Londen, waar gewerkt werd vanuit het vergroten van zelfbewustzijn met betrekking tot gedragsverandering. Remedial theater maakt gebruik van specifieke theaterstructuren en dramaprocessen met een duidelijk therapeutisch doel. Peter Slade was ook een acteur en merkte, dat zijn medespelers tijdens repetities niet alleen beter speelden, maar ook zelfbewuster werden. Hij zag drama als een mogelijkheid om jezelf te ontwikkelen en te veranderen in gedrag. Vanuit hier heeft hij samengewerkt met therapeuten en docenten.
De ontwikkelingspsycholoog Erik Erikson (1902-1994) heeft tevens bijgedragen aan de vorming van dramatherapie. Hij stimuleerde dat theater gezien kan worden als het verlengde van dramatisch spel. Dramatisch spel is het verbeelden van gevoelens en gebeurtenissen door personages te spelen in een spelwerkelijkheid. De scheiding tussen de rol en de persoon is explicieter bij theater dan bij dramatisch spel. Bij dramatisch spel ontstaan rollen meer op een spontane manier. Daarnaast gaat het bij dramatisch spel over het samen creëren, iedereen wordt betrokken bij het spel. Zowel binnen de stroming van Remedial Theatre als binnen psychodrama, werd dramatisch spel ingezet met als doel mensen te helpen die vastgelopen waren in hun persoonlijke ontwikkeling. Hoewel dramatisch spel hier dus eigenlijk al werd ingezet als therapie, werd er nog niet als zodoende naar verwezen.  
In 1970 werd uiteindelijk de term dramatherapie geïntroduceerd, waarin Robert Landy (1944-heden) de grondlegger was van het 'Dramatherapy Programm' in 1984. Hierin werd dramatherapie voor het eerst als discipline gezien van educatie, recreatie en psychotherapie.

## Actuele ontwikkelingen
Om van dramatherapie na te gaan wat de positieve effecten zijn op de ontwikkeling en gezondheid van mensen zijn verschillende dramatherapeuten onderzoek gestart naar de werking van dramatherapie. Ook is er een professionaliseringslag gemaakt.  In Engeland werd in 1977 bijvoorbeeld 'The British Association of Dramatherapists' (BADth) in het leven geroepen, waarbij dramatherapie als therapie erkend werd en dramatherapeuten zich verenigden als beroepsgroep.  
In Nederland is een van de bekendste onderzoeksinstituten het lectoraat kennisontwikkeling vaktherapieën (KenVaK), maar ook de Nederlandse Vereniging Dramatherapie (NVDT) en de Federatie Vaktherapeutische Beroepen (FVB) doet onderzoek en/of profileert, zodat dramatherapie wetenschappelijk onderbouwd kan worden. Een andere belangrijke ontwikkeling binnen vaktherapie, welke echter ook van belang is voor dramatherapie, is dat in oktober 2018 Susan van Hoorn benoemd is tot hoogleraar in de vaktherapie.  
Onderzoek laat zien dat van dramatherapie het beoogde effect kan worden verwacht.

## Werkgebieden
De mogelijkheid om dramatherapie in te zetten is ontzettend divers, voorbeelden zijn:
- Psychiatrie (70% van de vaktherapeuten werkzaam)
  - PAAZ-afdelingen/Algemene psychiatrische ziekenhuizen
  - Ambulante geestelijke gezondheidszorg
  - Psychiatrische dagbehandeling
  -  Forensische psychiatrie
  - Verslavingsziekten
  -  Kinder- en jeugdpsychiatrie
- Verstandelijk gehandicaptenzorg
- Onderwijsinstellingen
  -  Reguliere basisscholen  
  -  Scholen voor zeer moeilijk opvoedbare kinderen (ZMOK)
  -  Scholen voor lichamelijke gehandicapten kinderen (Mytylonderwijs)
  -  Scholen voor zeer moeilijk lerende kinderen (ZMLK)
- Verzorgingstehuizen en verpleeghuizen
- Gezondheidszorg
  -  Revalidatiecentra
  -  Epilepsiecentra
  -  Kinderafdelingen van academische ziekenhuizen
  -  Oncologie-afdelingen
- Vluchtelingenhulpverlening
- Eigen praktijk
- Community arts projecten

## Doelgroepen
Dramatherapie wordt toegepast bij individuen, koppels, families en in groepen van alle leeftijden en bij een grote diversiteit aan sociale, emotionele en psychische problematieken. Er is een overzicht van de onderzoeken die zijn verricht bij verschillende stoornissen en problematieken, waarbij dramatherapie kan worden geïndiceerd. Dit betekent echter niet dat op andere gebieden niet middels dramatherapie gewerkt kan worden. De verschillende stoornissen en problematieken waarbij onderzoek is verricht, zijn als volgt:
- Angst(klachten)
- Emotieregulatie
- Agressieproblematiek
- Autisme
- Depressie(ve symptomen)/stemmingsstoornis
- Eetstoornissen
- Schizofrenie/psychotische stoornissen
- Persoonlijkheidsstoornissen

Naast deze stoornissen en problematieken kan dramatherapie ook ingezet worden bij relationele problematieken of verwerking van trauma.

## Indicatie
Dramatherapie is geïndiceerd voor cliënten wiens problemen te herleiden zijn tot een stilstand in het handelen, welke vraagt om een non-verbale benadering. Hieronder een lijst met een selectie van de vele indicatiemogelijkheden van dramatherapie:  
- Expressie en beheersing van emoties
  - Cliënten met geringe expressie en uitdrukkingsmogelijkheden.
  - Cliënten met gestagneerde rouw en/of verlieservaringen.
- De ontwikkeling van een observerend zelf
  - Cliënten die het denken, voelen en handelen van zichzelf beleven als een onsamenhangend geheel.
  - Waarnemingen en het waarderen van ervaringen doen vreemd aan, zijn te introvert dan wel te extravert.
  - Cliënten met een verstoorde waarneming.
- De uitbreiding van het rollenrepertoire
  - Cliënten met een ernstige verslavingsproblematiek die zijn vastgelopen op verschillende levensgebieden en zijn opgenomen in een klinische setting.
  - Onvermogen in het vragen om hulp en ontkenning van de verslavingsproblematiek.
  - Ernstige problemen in het persoonlijk functioneren op een of meer levensgebieden.
- De bepaling en uitbreiding van het zelfbeeld
  - Ego-zwakke cliënten.
  - Afhankelijkheidsproblematiek of schijnonafhankelijkheid.
  - Isolement, negatief zelfbeeld, gevoelens en emoties uiten, grenzen bepalen, afhankelijk en ontkennend gedrag.
- De sociale interactie  
  - Cliënten met problemen in de sociale interactie.
  - Cliënten met gedragsproblemen.
  - Cliënten met een verstoorde emotionele waarneming.

## Contra-indicatie
Voor sommige individuen of doelgroepen is dramatherapie niet geschikt, men spreekt dan van een contra-indicatie. Een voorbeeld hiervan is een cliënt met een psychische aandoening binnen het schizoïde spectrum. Deze aandoening kan gepaard gaan met hallucinaties, paranoia, wanen en denkstoornissen. Het wil niet zeggen dat een persoon met bijvoorbeeld schizofrenie geen dramatherapie kan volgen. Alleen wanneer deze persoon in een psychose zit of dat er direct sprake is van wanen en hallucinaties, kan dramatherapie voor deze persoon uiterst verwarrend zijn. Deze doelgroep is dan niet in staat verschil te maken tussen een echte en een fictieve context. Echter zou het juist een doelstelling kunnen zijn dat de persoon het verschil leert ontdekken tussen werkelijkheid en fictie. Dramatherapie heeft veel facetten, evenals een stoornis en een persoon. Elk persoon is anders. Binnen dramatherapie kan, onder andere door middel van de observatiefase, aan het begin van de behandeling goed worden nagegaan of deze vorm van therapie in aanmerking kan komen voor een behandeling passend bij de cliënt.  

## Methode
Binnen dramatherapie worden verschillende methoden ingezet. Deze methoden hebben basiselementen uit de kennisvelden 'theater' en 'psychologie'. De methoden die worden ingezet binnen een behandeling worden gekozen op basis van de cliënt, de hulpvraag en de diagnostiek of is bepaald vanuit een instelling. Hieronder is een opsomming te zien van een aantal methoden die gehanteerd kunnen worden binnen dramatherapie:
- Improvisatie: Improvisatie is het spontaan creëren of bedenken van concepten. Hierbij kunnen de volgende vaardigheden geëxploreerd worden; spontaniteit, aandacht richten op het hier en nu, vertrouwen op eigen impulsen, durven handelen, samenwerken, repertoire van expressiemogelijkheden uitbreiden of sociale vaardigheden trainen.[20]
- Developmental transformations (DvT): DvT is een methode die gebaseerd is op improvisatie. Het is een speelse (playful) methode, die spontaniteit en creativiteit versterkt.[21] Het doel van het spel is om te leren omgaan met de instabiliteit en veranderlijkheid van het leven, om de onderwerpen in je leven die spannend of eng zijn op te zoeken in de veiligheid van spel om zo je comfortzone te vergroten.
- Psychodrama: De kern van psychodrama ligt in het uitbeelden, uitspelen en rescripten van gebeurtenissen, herinneringen, fantasieën en dromen uit iemands leven. Dit in plaats van erover te praten. Het doorleven en beleven van al dan niet verdrongen en ver weg gestopte zaken, zonder daar commentaar op te geven of over te discussiëren. Het is een manier om in het hier en nu te ervaren en waar te nemen wat er in iemands leven plaatsvindt of vroeger heeft plaatsgevonden/[13]
- Storytelling: Storytelling is het toepassen van verhalen om behandeldoelen te bereiken en betrokkenheid te creëren. Via verhalen wordt er contact gemaakt, worden mensen geraakt, verleidt, wordt er zingeving of helderheid geboden of wordt saamhorigheid vergroot.[22]
- Therapeutisch theater: Deze methodiek bestaat hoofdzakelijk eruit, om kennis en begrippen uit verschillende theorieën en uit het theater, zoals de begrippen 'rol en 'scene' op complexe sociale situaties en op het alledaagse leven te projecteren.[23] Hierbij kunnen cliënten bijvoorbeeld rollen spelen die zeer zelfzeker zijn om deze eigenschap meer eigen te maken.
- Playback Theater: Deze methodiek is een vorm van improvisatietheater waarin toehoorders of groepsleden verhalen uit hun leven vertellen en deze ter plekke nagespeeld zien.[21] Hierdoor kunnen cliënten een gebeurtenis nog eens herbeleven en analyseren.
- Role Method: Volgens Robert Landy[15] zijn de rollen die een mens aanneemt gebaseerd op een patroon van denken, voelen en gedrag. Aansluitend op deze visie heeft hij een methode ontwikkeld, welke de 'Role Method' heet. Binnen deze methode wordt door acht stappen te doorlopen een functioneel rollenrepertoire ontwikkeld. Door dit proces te doorlopen zal de cliënt ook een breder gedragsrepertoire verkrijgen in zijn alledaagse leven.[15]
- Vijffasenmodel van Emunah:[24] Het vijffasenmodel representeert een ontwikkeling binnen de behandeling.

1. Dramatic Play: Er wordt een niet-bedreigend en speels klimaat gecreëerd aan de hand van laagdrempelige spelvormen. Er wordt gewerkt aan de opbouw van vertrouwen en veiligheid. Deze laagdrempelige werkvormen zijn fysiek van aard en doen een appèl op sociale interactie. Expressie, creativiteit, spontaniteit, spelplezier en humor staan centraal.
2. Scenework: Er wordt gewerkt aan de hand van, meestal geïmproviseerd, scenespel. Aan de hand van de verschillende scènes en rollen krijgen de deelnemers de mogelijkheid om nieuwe kanten van zichzelf te ontdekken, gewenste kwaliteiten eigen te maken of om verschillende karakters te spelen en te belichamen. In deze fase is er vaak een ontwikkeling te zien van scènes die fictief en humorvol zijn, naar scènes waarin de deelnemers commentaar gaan leveren op hun eigen rol of verbazing laten zien over de gespeelde rol en uiteindelijk meer betrekking krijgen tot de gespeelde rollen.
3. Role play: De overgang wordt gemaakt naar scènes en rollen spel waarin het actuele uitgespeeld wordt en situaties uit het eigen leven geëxploreerd kunnen worden. Deze fase wordt gezien als een 'repetitie voor het leven'. Het doel is om de deelnemers meer inzicht te laten verkrijgen in de rollen die zij spelen in het leven en de eigen patronen in hun interacties.
4. Culminating Enactment: Deze fase omvat het exploreren van levensthema's. Het verleden en het onbewuste zijn onderwerp. De focus ligt hierbij meer op het individu. Er wordt betekenis gegeven aan het gespeelde in relatie tot het eigen leven. Motieven achter gedragspatronen worden geëxploreerd door middel van enscenering van gebeurtenissen, deze worden herbeleefd en zo wordt het ervaren van verandering gestimuleerd. Methoden die in het kader gebruikt worden zijn: psychodrama of afgeleide vormen, storymaking en begeleid toneel.[2]
5. Dramatic ritual: Rituelen samenhangend met afscheid en terugkeer worden vormgegeven in spel. Dit vormt de overgang naar zelfstandig functioneren in de buitenwereld. Afscheid nemen, terugblikken en een toekomstvisie staan centraal. Er wordt betekenis gegeven aan de ontwikkeling van rollen en verhalen en rolgedrag in het proces. Er wordt gebruik gemaakt van de rituele aspecten van storymaking, begeleid toneel, eigen ontworpen rituelen en psychodrama.[2]

## Kernprocessen
Het beschrijven van de effectiviteit van dramatherapie wordt door Jones beschreven aan de hand van kernprocessen. De kernprocessen beschrijven de manier waarop het werken met drama, theaterwerkvormen en processen therapeutisch kunnen zijn.  
Belichaming
Belangrijk is om je eigen lichaam te kennen. Weten hoe je je eigen lichaam of die van een ander kan bewegen en om lichamelijke ervaringen te kunnen beleven. Door binnen dramatherapie te spelen met fysieke rollen wordt de cliënt bewust van het hier en nu, iets dat voor sommige problematieken als lastig wordt ervaren. In het therapeutisch spel is het van belang om het lichaam mee te krijgen en je lichaam te laten ervaren.
Transformatie
Met het transformeren wordt er op een andere manier in een rol 'gekropen'.  Jones beschrijft dat er van een 'ik' persoon getransformeerd wordt naar 'niet-ik'. Transformatie wordt toegepast door een andere lichaamshouding aan te nemen waarin je jezelf niet herkend. Tevens wordt de manier van bewegen aangepast, dit kan door bijvoorbeeld trager of sneller te bewegen. Als laatste verandert het stemgebruik. Door transformatie in spel toe te passen en op deze manier te spelen kan de cliënt zichzelf amper herkennen, waardoor er meer distantie van de 'ik-persoon' gecreëerd wordt. De rol kan dan geloofwaardig overkomen en kan een 'eigen leven leiden'. Dit biedt de mogelijkheid om: te experimenteren met verschillende verhoudingen tot anderen, situaties vanuit een ander perspectief te bekijken en te spelen met thema's die in de werkelijkheid voor de cliënt als te bedreigend/onveilig worden ervaren.  
Empathie en Distantie
Empathie staat voor verbondenheid, terwijl distantie staat voor niet-verbondenheid (afstand). Empathie staat voor meeleven met de ander. Distantie neemt afstand. In dramatherapie wordt empathie benoemd als het medeleven met de ander, vanuit de therapeut, naar groepsgenoten et cetera. Distantie staat binnen dramatherapie voor afstand kunnen nemen van spel en diverse gevoelens. De relatie tussen therapeut en cliënt blijft hierbij wel bestaan, het contact tussen hen is nog steeds aanwezig.  De distantietechniek wordt vaak gebruikt binnen dramatherapie om van een afstand naar eigen spel of neergelegde materialen te kunnen kijken om zo tot diverse inzichten te kunnen komen.
Dramatische projectie
Dramatische projectie betekent letterlijk 'het projecteren op een object'. In dramatisch spel wordt er bij dramatische projectie een betekenis gegeven aan een object vanuit je eigen gevoelens. Interne conflicten worden op deze wijze geïnternaliseerd (cf psychoanalyse, psychodrama). Bij onder andere psychodrama wordt dit vaak gehanteerd door de cliënt betekenissen aan stoelen, blokken en andere diverse objecten te laten geven. Jones beschrijft dat door dramatische projectie toe te passen, de cliënt eigen gevoelens letterlijk een plek op de spelvloer kan geven en er vanuit distantie naar kan kijken. Wanneer er afgerond wordt in de sessie worden de objecten 'ontrold' en wordt de gegeven betekenis weggenomen door de cliënt, zodat de sessie succesvol afgerond kan worden.  
Spel
Het 'spelen' staat bij dramatherapie centraal. Tijdens het spel wordt er in dramatherapie verwezen naar een creatieve manier van omgaan met problematieken en het werken aan doelen. Spelvormen worden ontwikkeld binnen het spelen. Ze hebben een directe relatie met de ontwikkeling van het kinderspel en de daaraan verbonden fysieke, sociale, emotionele en cognitieve ontwikkeling. Dit leidt tot de aanname dat met spelvormen, die afgeleid zijn van het kinderspel, blokkades in de ontwikkeling kunnen worden opgeheven. Robert Landy beschrijft dit uitgebreid in zijn 'Role Method'. Via deze spelvormen kan er aan de interpersoonlijke ontwikkelingen van een cliënt gewerkt worden en aan de opgestelde doelen voor de dramatherapie. In spel staat contact met elkaar centraal, zodat een spel gespeeld kan worden.
Imitatie en personificatie
Imitatie en personificatie staat voor de mogelijkheid om iemand anders te zijn en te imiteren. Delen van problematieken van een cliënt zijn vaak nog niet speelbaar in het spel, door de onspeelbare delen van de problematieken te projecteren op een voorwerp kunnen deze onspeelbare delen speelbaar worden. Imitatie staat voor 'iemand na doen'. De cliënt speelt een ander persoon na in het spel. In het kernproces 'personificatie' worden gekozen voorwerpen een symbool voor de persoonlijke eigenschappen van een desbetreffende rol. Het object wordt beschouwd als een levend object of 'levende' gevoelens.  
Getuigen zijn van en participerend publiek
Vaak wordt er binnen drama therapeutisch spel één cliënt centraal gesteld als de protagonist. Wanneer er meerdere cliënten in een sessie deelnemen (groepstherapie) wordt er 'participerend publiek' en 'getuigen zijn van' ingezet om de overige, niet spelende cliënten, actief deel te laten nemen aan de sessie. Wanneer de protagonist een verhaal verteld, kunnen overige cliënten worden ingezet als spelers om van het vertelde verhaal een scène te maken, dit wordt participerend publiek genoemd. Tevens wordt de scène nagespeeld door mede-cliënten en kan de protagonist toekijken naar zijn eigen verhaal en eventuele aanpassingen doen, zodat het kloppend wordt met de werkelijke situatie. De cliënt is dan getuige van zijn eigen verhaal. Het inzetten van 'getuigen zijn van' en 'participerend publiek' is een methode die vooral wordt gebruikt om alle cliënten actief te laten deelnemen aan de sessie.
Connectie spel-werkelijkheid
In dramatherapie staat het 'doen alsof' centraal, zo beschrijft Jones. Echter door te spelen met diverse problematieken kunnen gespeelde situaties sterk met de werkelijkheid overeenkomen. Om spel en werkelijkheid niet door elkaar te laten lopen, zijn er binnen dramatherapie een aantal regels. Een hiervan is het onderscheid maken tussen spel en werkelijkheid. Een manier om spel en werkelijkheid uit elkaar te houden, is om onderscheid te maken tussen spelvloer, waar het spel ontstaat, en langs de kant, waar er gesproken wordt van 'de werkelijkheid'.  
Therapeutische opvoering
Het laatste kernproces dat Jones beschrijft is de therapeutische opvoering. Tijdens dit kernproces worden problematieken van de cliënt speelbaar gemaakt. Binnen dramatherapie kan er gewerkt worden met geïmproviseerde teksten of met vaste teksten. Door het inzetten van teksten biedt het de cliënt de mogelijkheid om problematieken los van zichzelf te zien en de problematieken en conflicten te kunnen verwerken. Het gebruik van teksten wordt op de cliënt afgestemd zodat het aansluit bij de problematieken.  

## Technieken en interventies
Een techniek wordt toegepast om cliënten te helpen inzicht te krijgen in eigen gedragsrepertoire en hun blokkades en weerstanden die zij bij specifieke rollen ervaren. Wanneer een techniek wordt ingezet, pleegt een dramatherapeut interventies. Als een dramatherapeut een interventie pleegt tijdens de therapie dan is dit een actie om het therapeutisch proces van de cliënt te beïnvloeden. Interventies kunnen verbaal en/of non-verbaal zijn, in het medium of met het medium of middels gespreksvoering.
- Spiegelen: De therapeut imiteert de cliënt (of andersom) op het gebied van mimiek, beweging, lichaamsspanning, et cetera. De therapeut en cliënt bewegen tegelijkertijd. Door deze interventie toe te passen is er een mogelijkheid dat de cliënt geconcentreerder de sessie kan starten, afgestemd is met de therapeut of bewuster is van zijn of haar lichaamsspanningen. Tevens kan gedrag gespiegeld worden wat als confronterend ervaren kan worden door de cliënt, maar wat ook kan zorgen voor bewustwording en inzichten van deze gedragingen. Het spiegelen geeft de protagonist zicht op het eigen gedrag:[25]
  - Verbaal
  - Non-verbaal
- Modeling: Het geven van een voorbeeldfunctie. Deze techniek wordt gebruikt om cliënten te stimuleren, zowel op non-verbaal als op verbaal vlak. Op non-verbaal vlak geeft de therapeut dit vorm door houdingen en bewegingen voor te doen en ze te herhalen. De cliënt observeert dit gedrag en gaat het vervolgens imiteren. Dit gebeurt ook verbaal. Het effect is dat cliënten het gemodelleerde gedrag overnemen en er zo nieuw gedrag wordt geleerd.[20]
- Projectie: Wanneer er bij een cliënt sprake is van een innerlijk conflict of problematiek, kan deze door projectie aan de hand van dramatisch materiaal geëxploreerd worden. Het dramatisch materiaal wordt hierbij op een symbolische manier ingezet, waarbij objecten, verhalen of rollen gebruikt worden, waar de cliënt aspecten van zijn innerlijke belevingswereld op kan projecteren. De symboliek creëert hierbij de mogelijkheid om het probleem in contact de brengen met het dramatisch materiaal, waardoor nieuwe inzichten en nieuwe perspectieven verkregen kunnen worden.[12]
- Distantie: Door gebruik te maken van distantietechnieken wordt er afstand ingebouwd tussen het gespeelde en het actuele leven. Dit gebeurt door het gebruik van fictieve rollen, scènes, gebruik van attributen en kleding. Het effect hiervan is dat de therapie niet te confronterend wordt. Het biedt cliënten de mogelijkheid om anders te mogen zijn en verdrongen emoties toe te laten.[24]
- Rolwissel: Met rolwisselingen kunnen de protagonist of andere spelers zich gedurende de spelsituatie leren verplaatsen in de gedachte- en gevoelswereld van de andere rollen.[13]
- Dubbelen: Het dubbelen van een rol heeft tot doel de eigenschappen van de rol te vergroten of te versterken.[13] De therapeut of medecliënten gaan bij de protagonist staan en verwoorden diens gedachten en gevoelens. Dit kan helpen om de protagonist inzicht te geven in de situatie.
- Speltechnieken: Acteerspel/toneelspel. Ze staan voor het 'doen alsof' in spel. Het 'doen alsof' biedt de cliënt veiligheid. Alles wat er gespeeld wordt, is niet echt. Het blijft in spel.  
  - Jabbertalk: Het communiceren vanuit een fantasietaal.
  - Lichaamstaal
  - Spelen van personages en emoties
- Ontrollen: Het ontrollen binnen dramatherapie houdt in dat de cliënt de rol los laat en weer zichzelf wordt. Dit kan op verschillende manieren, bijvoorbeeld door decor van een gespeelde scene op te ruimen of door de kleding van de rol weer uit te doen.[20] Het ontrollen draagt bij aan een duidelijke scheiding tussen spel en werkelijkheid voor de cliënten.

## Psychotherapeutische stroming
Naast de psychotherapie vormen de systeemtherapie, orthopedagogiek en de neuro(psycho)logie belangrijke referentiekaders voor de vaktherapie. In vaktherapie gaat het om de eenheid van 'het medium' en 'de psyche'. Het gaat erom precies uit te zoeken of psychologische begrippen betreffende een bestaande stroming van het psychologische proces in de discipline valide weergeven. Een opsomming van de psychotherapeutische en systeemtherapeutische stromingen waarbij vaktherapeuten in de nog jonge historie van het vak het sterkst aansluiting gezocht hebben:
- Psychodynamische therapieën
  - Psychoanalyse  
  - Analytische therapie van Jung
  - Egopsychologie
  - Object-relatietheorie
- Therapieën voortgekomen uit de humanistische psychologie
  - Rogeriaanse psychotherapie
  - Gestalttherapie
  - Groepspsychotherapie
- Gedragstherapie, cognitieve therapie en daaraan verwante therapieën
  - Gedragstherapie
  - Cognitieve therapie
  - Schemagerichte therapie
  - Dialectische gedragstherapie
  - Mentalisering bevorderende therapie
- Systeemgeoriënteerde therapieën
  - Gezinstherapie
- Eclectische therapieën
  - Directieve therapie